# Taddi e fave
Taddi e fave (it.: talli e fave) è un tipico piatto povero della cucina campana, in particolare di quella del Cilento.
Si tratta di una minestra primaverile di verdure, la cui base è costituita dai talli, ovvero dai getti e dai germogli, in questo caso di scarola, che spuntano dal cespo interrato dopo che la parte aerea e commestibile della pianta è stata tagliata e destinata ad altri consumi. L'altro ingrediente fondamentale che entra nella preparazione è costituito dalle fave fresche sgusciate dal baccello. L'uso delle fave conferisce al piatto la sua collocazione tardo-primaverile. 

## Preparazione
I talli, tagliati grossolanamente, vengono fatto brevemente rosolare in olio d'oliva insieme alla cipollina bianca; si aggiunge quindi dell'acqua (o un blando brodo vegetale), si sala il tutto e si lascia continuare la cottura facendo sobollire. Visto il più breve tempo di cottura, le fave fresche si aggiungono nel corso dell'ebollizione, quando la cottura dei talli è vicina al completamento: le fave dovranno essere preventivamente private del picciolo coriaceo, ma non andranno estratte dalla loro pellicola tenera.
La minestra si consuma calda o tiepida, con eventuale aggiunta di un filo di olio d'oliva crudo. Si consuma intingendo nel brodo il pane, eventualmente tostato o biscottato.
Si accompagna a un robusto vino rosso.

## Varianti e adattamenti
Vista la non reperibilità commerciale dei talli di scarola, questi possono essere sostituiti o surrogati dai talli di cicoria (più amari) o di catalogna, le cosiddette puntarelle, preferibilmente non sminuzzati come in alcune preparazioni tipiche di quest'ultimo ingrediente. Le fave fresche possono essere sostituite con quelle surgelate.
Varianti simili possono essere rinvenute nella cucina regionale di altri contesti dell'Italia meridionale.